# Đồng bằng Tùng Nộn
Đồng bằng Tùng Nộn (tiếng Trung: 松嫩平原; bính âm: Sōngnèn Píngyuán, Hán Việt: Tùng Nộn bình nguyên) là ột bộ phận của bình nguyên Đông Bắc tại Trung Quốc. Đồng bằng nằm ở tây nam bộ của tỉnh Hắc Long Giang, giữa Tiểu Hưng An Lĩnh và dãy Trường Bạch và vùng đầu nguồn sông Tùng Hoa và Liêu Hà. Đồng bằng chủ yếu do phù sa của sông Tùng Hoa và Nộn Giang tạo thành, vì vậy mới có tên là "Tùng Nộn".
Giáp với Đại Hưng An Lĩnh, toàn bộ đồng bằng có hình dạng hơi giống viên kim cương. Đồng bằng Tùng Nộn và đồng bằng Liêu Hà được phân tách bằng một vùng đồi thấp bị xoái mòn ở vùng phụ cận Trường Xuân. Sông Tùng Hoa và Liêu Hà vốn có lưu vực cách biệt song vào thời kỳ trước hai đồng bằng từng được gọi chung là "đồng bằng Tùng Liêu", tạo thành bộ phận chủ đạo của bình nguyên Đông Bắc. Đồng bằng Tùng Nộn trong địa phận Hắc Long Giang có diện tích 103.200 km², chiếm 21,61% tổng diện tích toàn tỉnh. Đồng bằng Tùng Nộn có cấu tạo địa chất trên một vùng trũng, là một phần của đới đứt gãy Tùng Liêu. Vùng trũng ở phía tây nam tiếp tục hạ thấp xuống trong khi phần đông bắc được nâng lên. Các trầm tích từ kỉ đệ Tam và đệ tứ đã được nâng lên thành bình nguyên, địa phương gọi là "cương". Đồng bằng Tùng Nộn có bề mặt nhấp nhô, và do vậy cũng được gọi là "ba trạng bình nguyên" (nghĩa là đồng bằng lượn sóng). Bề mặt đồng bằng có cao độ khoảng 120-130 mét so với mực nước biển, phần trung tâm có một số lượng lớn các vùng đất ngập nước và hồ, địa hình tương đối thấp, bằng phẳng, sông Tùng Hoa và Nộng Giang chảy qua vùng tây bộ và nam bộ và tạo thành một vùng đất ngập nước rộng. Ở đông ngạn của Nộn Giang là huyện tự trị dân tộc Mông Cổ Đỗ Nhĩ Bá Đặc (Dorbod), có những cồn cát.
Đồng bằng Tùng Nộn gần đây bị ảnh hưởng từ biến động địa chất của vỏ trái đất, địa thế được nâng lên khá cao, ngoài khu vực hình tam giác giữa Cáp Nhĩ Tân-Tề Tề Cáp Nhĩ-Bạch Thành, độ cao đạt 200-250 mét. Đồng bằng Tùng Nộn là một trong những khu vực sản xuất lương thực quan trọng. Cây lương thực chủ yếu là lúa mì, ngô, lúa miến, kê, một số khu vực trồng lúa gạo. Các cây trồng mang tính kinh tế gồm đậu tương, củ cải đường.